# 羟化酶
羟化酶（Hydroxylase）也称羟基化酶、氢氧化酶，是一类催化羟基化反应的加氧酶，多以氧气为氧源，催化形成含羟基的产物，如醇、酚。

## 例子
- 17α羟化酶
- 胆固醇7α-羟化酶
- 多巴胺β羟化酶：多巴胺 → 去甲肾上腺素
- 苯丙氨酸羟化酶：苯丙氨酸 → 酪氨酸
- 酪氨酸羟化酶：酪氨酸 → 左旋多巴
- 色氨酸羟化酶：色氨酸 → 5-羟色氨酸